# François de la Rochefoucauld
François VI, duc de La Rochefoucauld (París, 15 de setembre de 1613 - 17 de març de 1680), príncep de Marcillac, fou un escriptor, aristòcrata i militar francès conegut sobretot per les seves Màximes.

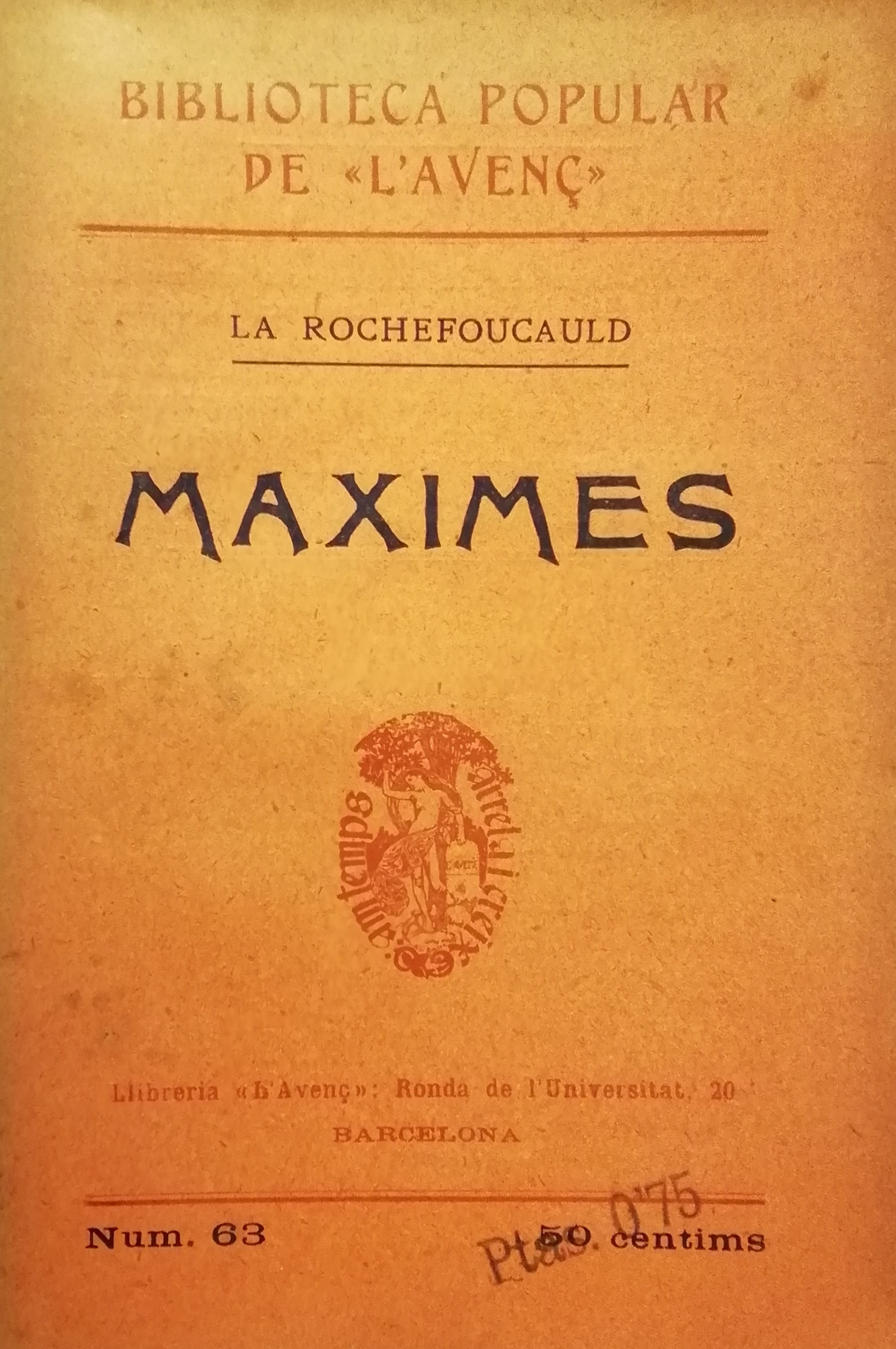
Les Maximes de La Rochefoucauld traduïdes al català i publicades a Barcelona l'any 1906

Va participar en diverses conspiracions. Es retirà de la vida política i el 1655 va escriure les Réflexions ou sentences et maximes morales.